# ISS-Expedition 64
ISS-Expedition 64 ist die Missionsbezeichnung für die 64. Langzeitbesatzung der Internationalen Raumstation (ISS). Die Mission begann mit dem Abkoppeln des Raumschiffs Sojus MS-16 von der ISS am 21. Oktober 2020 und endete mit dem Abkoppeln von Sojus MS-17 am 17. April 2021.

## Mannschaft

### Hauptbesatzung
Stammbesatzung der Expedition 64, Ankunft vor Expeditionsbeginn mit Sojus MS-17:
- Sergei Ryschikow (2. Raumflug), Kommandant (Russland/Roskosmos)
- Sergei Kud-Swertschkow (1. Raumflug), Bordingenieur (Russland/Roskosmos)
- Kathleen Rubins (2. Raumflug), Bordingenieurin (USA/NASA)

Zubringerflug SpaceX Crew-1, Ankunft am 17. November 2020:
- Michael Hopkins (2. Raumflug), Bordingenieur (USA/NASA)
- Victor Glover (1. Raumflug), Bordingenieur (USA/NASA)
- Shannon Walker (2. Raumflug), Bordingenieurin (USA/NASA)
- Sōichi Noguchi (3. Raumflug), Bordingenieur (Japan/JAXA)

Am 9. April 2021 wurde mit Sojus MS-18 die Besatzung bis zum Abkoppeln von Sojus MS-17 auf zehn Personen aufgestockt:
- Oleg Nowizki (3. Raumflug), Bordingenieur (Russland/Roskosmos)
- Pjotr Dubrow (1. Raumflug), Bordingenieur (Russland/Roskosmos)
- Mark Vande Hei (2. Raumflug), Bordingenieur (USA/NASA)

### Ersatzmannschaft
Seit Expedition 20 wird wegen des permanenten Trainings für die Besatzungen keine offizielle Ersatzmannschaft mehr bekanntgegeben. Inoffiziell gelten die Backup-Crews der jeweiligen Zubringerraumschiffe (siehe dort) als Ersatzmannschaft. In der Regel kommen diese Crews dann jeweils zwei Missionen später selbst zum Einsatz.

## Frachtverkehr
Mit der Mission SpaceX CRS-21 dockte am 6. Dezember 2020 erstmals das neue Frachtraumschiff Cargo Dragon 2 an der ISS an. Erstmals seit der Space-Shuttle-Ära waren damit zwei US-amerikanische Raumfahrzeuge gleichzeitig an der ISS angekoppelt.
Im Februar 2021 erreichte auch der Frachter Progress MS-16 die Raumstation. Es gab jedoch Probleme mit dem automatischen Kurs-Dockingsystem; daher übernahm Sergei Ryschikow auf den letzten ca. 30 Metern über das manuelle TORU-System die Steuerung der Progress. Ursache des Problems war anscheinend eine beschädigte Parabolantenne an dem Raumfahrzeug. Ebenfalls im Februar dockte das Versorgungsraumschiff Cygnus NG-15 „Katherine Johnson“ an der ISS an.